# Limnophila iotoides
Limnophila iotoides är en tvåvingeart som beskrevs av Alexander 1968. Limnophila iotoides ingår i släktet Limnophila och familjen småharkrankar. Inga underarter finns listade i Catalogue of Life.